# Bloom 06
Bloom 06 — італійський музичний гурт з Турину, створений Джеффрі Джеєм та Мауріціо Лобіною після розпаду гурту Eiffel 65 у 2005 році. Гурт продовжив писати музику у стилі пісень Eiffel 65, але з додаванням елементів рок-музики та хауса.
Гурт є наступником популярного наприкінці 90-х тріо Eiffel 65.
У червні 2010 Eiffel 65 знову об'єдналися та продовжили діяльність, а гурт Bloom 06 припинив своє існування.

## Історія

### Передісторія
З кінця 1997 по червень 2005 існував музичний гурт Eiffel 65, відомий своїм хітом 1998 року «Blue (Da Ba Dee)». Випустивши три альбоми, гурт припинив своє існування і було створено дует Bloom 06 з двох учасників колишнього Eiffel 65, а саме з Джеффрі Джея та Мауріціо Лобіни.

### Початок діяльності, 2005—2006 роки
Коли Габрі Понте покинув гурт Eiffel 65 у червні 2005, двоє учасників Eiffel 65, що залишилися — Мауро Лобіна і Джеффрі Джей вирішили заснувати 15 червня 2005 року новий музичний проєкт під назвою Bloom 06. Поширювати музику вони вирішили не через Bliss Corporation, а через власний лейбл Blue Boys, який вони заснували у тому ж 2005-му. У пресрелізі, опублікованому 2006 року на новому вебсайті Bloom 06, Джеффрі Джей пояснював заснування нового проєкту так:
«…Ми надзвичайно пишаємося тим шляхом, яким ми йшли до цього часу, і ми ревниво зберігаємо та плекаємо спогади, досягнуті цілі та уроки, які ми засвоїли, але нам потрібні були зміни, переродження, щоб досліджувати нові землі, знайти новини та інше звучання, трохи свіжого повітря…»
Ще у 2005 році, коли існував гурт Eiffel 65, Джеффрі та Мауро почали роботу над четвертим альбомом Eiffel 65, але під час роботи виявилось, що звучання треків не схоже на звичне звучання пісень Eiffel 65 та альбом занадто темний для такого веселого тріо, що виконує бадьору танцювальну музику. Джеффрі Джей та Мауро Лобіна вирішили, що тоді пісні увійдуть в перший альбом Bloom 06 «Crash Test 01», що вийшов у жовтні 2006 року. Він містив 8 треків: 5 англійською та 3 італійською.

### Crash Test 01
Список пісень з альбому:
1. When The Party's Over
2. Cielo Spento
3. In The City
4. Don't Say These Words
5. Per Sempre
6. The Crash
7. Vorrei Essere Con Te
8. The Old Field of Angels

Альбом дійсно вийшов темним, враховуючи назви пісень, як-то «The Old Field of Angels» («Старе Поле Ангелів») та «Cielo Spento» («Небо Вимкнене»). Bloom 06 працювали над цим альбомом близько 2,5—3 роки. Альбом випущено 13 жовтня 2006 року лейблом Universal Records.

#### Сингли з Crash Test 01
1. «In The City»

Випущено: 1 вересня 2006
2. «Per Sempre»
Випущено: 9 березня 2007

### Crash Test 02
Випуск другого альбому Crash Test 02 планувався на 2007 рік, але випуск затримався до травня 2008. Перед випуском альбому, Джеффрі Джей та Мауро Лобіна опублікували пісні для попереднього прослуховування на своїй сторінці в MySpace. Музиканти опублікували пісні Between The Lines (12 лютого 2008), Anche Solo Per Un Attimo, Un'altra Come Te та Welcome To The Zoo. Після відгуку фанатів на попередні прослуховування пісень, 2 травня 2008 на iTunes було опубліковано перший сингл з альбому Un'altra Come Te.
23 травня 2008 року було видано другий альбом Bloom 06 «Crash Test 02».
Список пісень з альбому:
1. Between The Lines
2. Anche Solo Per Un Attimo
3. Welcome To The Zoo
4. Fall
5. Here We Are
6. Un'altra Come Te
7. In Your Eyes
8. Reaching For The Stars
9. You're Amazing
10. Nel Buoi Tra Di Noi

#### Сингли з Crash Test 02
1. Un'altra Come Te

Випущено: 2 травня 2008

### Club Test 01
28 листопада 2008 року було видано мініальбом з реміксами «Club Test 01» лейблами Blue Boys та EDEL Italia.
Список пісень з альбому:
1. Between The Lines (Album Mix)
2. Blue (Da Ba Dee) (Bloom 06 2008 Extended Concept)
3. Being Not Like You (Elektro Pop Remix)
4. Welcome To The Zoo (D-Deck RMX)

### Club Test 02
3 липня 2009 року було видано другий мініальбом з реміксами «Club Test 02» лейблами Blue Boys та EDEL Italia
Список пісень з альбому:
1. Beats & Sweat (Extended Mix)
2. Dancing On The Moon (Dance Pop Radio Edit)
3. Move Your Bode (Bloom 06 2009 Live Concept)
4. Welcome To The Zoo (Bloom 06 vs. Wender RMX)

Бонусний трек: Beats & Sweat (Radio Edit)

### 2009—2010
17 червня 2010 року учасники Eiffel 65 знову об'єднались для запису нової пісні, і Bloom 06 припинив своє існування.

## Назва
Офіційної версії пояснення назви гурту Bloom 06 немає, але є версія, що є найбільш розповсюдженою:
«Bloom» з англійської означає «Розквіт», а «06» означає 2006 рік, перший успіх, випуск першого альбому. Тобто «Bloom 06» означає «Розквіт у 2006 році», що відображає новий період в музичній кар'єрі Джеффрі Джея та Мауро Лобіни.

## Дискографія
- Crash Test 01 (2006)
- Crash Test 02 (2008)
- Club Test 01 (2008)
- Club Test 02 (2009)